# La Chapelle-Blanche (Savoie)
Pour les articles homonymes, voir Chapelle-Blanche et La Chapelle.
La Chapelle-Blanche est une commune française située dans le département de la Savoie, en région Auvergne-Rhône-Alpes.

## Géographie

### Situation et description

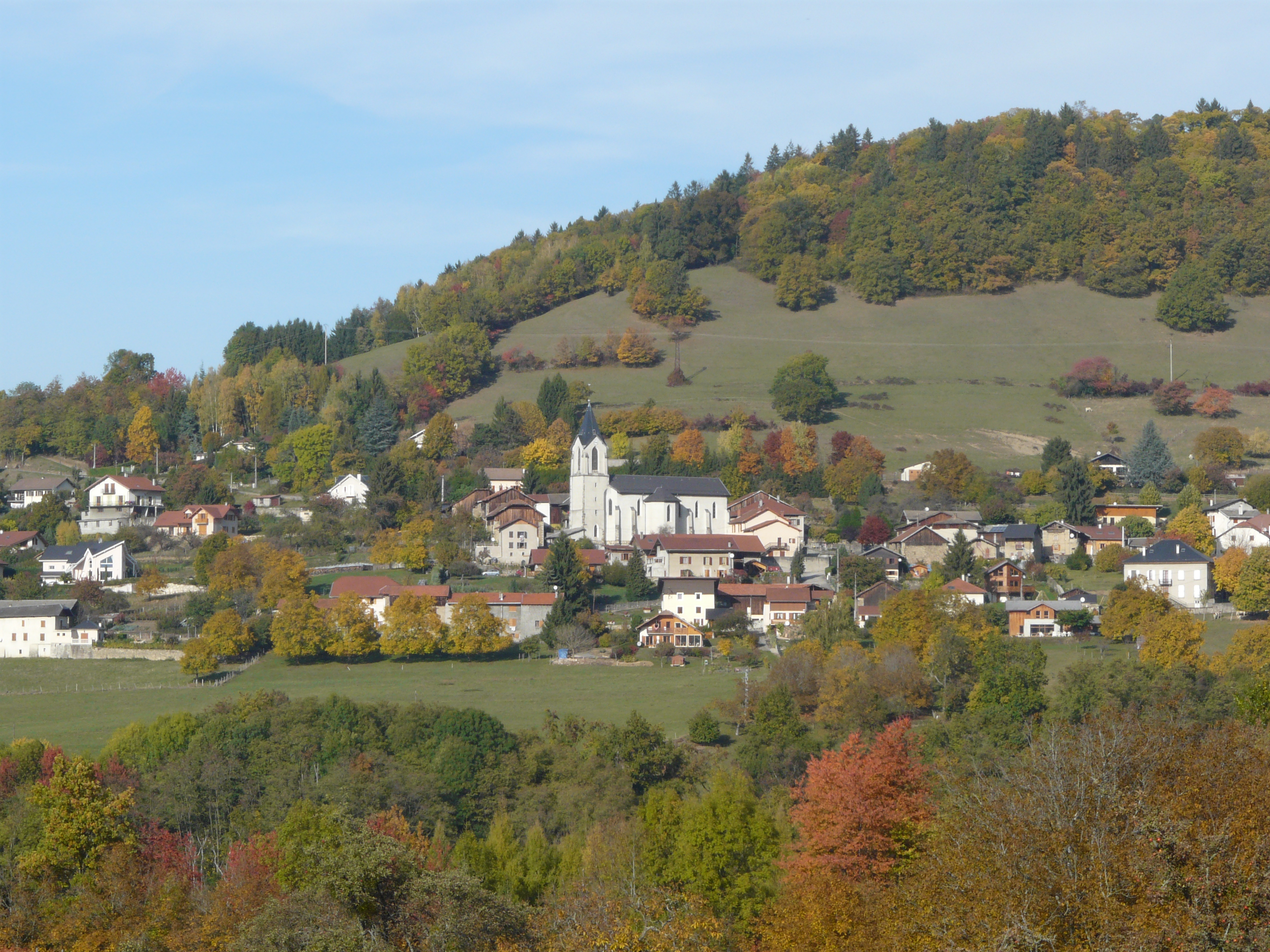
La Chapelle-Blanche au pied du Montraillant, vue depuis Brame-Farine.

Ce village est situé dans la combe de Savoie, implanté sur le flanc sud-ouest de la colline de Montraillant, en balcon au-dessus des gorges du Bréda, entre Pontcharra à l'ouest et le Val Gelon à l'est.

### Communes limitrophes
Détrier, Laissaud, Les Molettes, Valgelon-La-Rochette, St Maximin, Le Moutaret

### Climat
Pour des articles plus généraux, voir Climat d'Auvergne-Rhône-Alpes et Climat de la Savoie.
En 2010, le climat de la commune est de type climat des marges montargnardes, selon une étude du Centre national de la recherche scientifique s'appuyant sur une série de données couvrant la période 1971-2000. En 2020, Météo-France publie une typologie des climats de la France métropolitaine dans laquelle la commune est exposée à un climat de montagne ou de marges de montagne et est dans la région climatique Alpes du nord, caractérisée par une pluviométrie annuelle de 1 200 à 1 500 mm, irrégulièrement répartie en été.
Pour la période 1971-2000, la température annuelle moyenne est de 10,2 °C, avec une amplitude thermique annuelle de 17,9 °C. Le cumul annuel moyen de précipitations est de 1 214 mm, avec 9 jours de précipitations en janvier et 8,2 jours en juillet. Pour la période 1991-2020, la température moyenne annuelle observée sur la station météorologique de Météo-France la plus proche, « Montmelian », sur la commune de Montmélian à 6 km à vol d'oiseau, est de 12,4 °C et le cumul annuel moyen de précipitations est de 987,3 mm,. Pour l'avenir, les paramètres climatiques de la commune estimés pour 2050 selon différents scénarios d'émission de gaz à effet de serre sont consultables sur un site dédié publié par Météo-France en novembre 2022.

## Urbanisme

### Typologie
Au 1er janvier 2024, La Chapelle-Blanche est catégorisée commune rurale à habitat dispersé, selon la nouvelle grille communale de densité à sept niveaux définie par l'Insee en 2022.
Elle appartient à l'unité urbaine de Pontcharra, une agglomération inter-départementale regroupant cinq  communes, dont elle est une commune de la banlieue,,. Par ailleurs la commune fait partie de l'aire d'attraction de Chambéry, dont elle est une commune de la couronne,. Cette aire, qui regroupe 115 communes, est catégorisée dans les aires de 200 000 à moins de 700 000 habitants,.

### Occupation des sols
L'occupation des sols de la commune, telle qu'elle ressort de la base de données européenne d’occupation biophysique des sols Corine Land Cover (CLC), est marquée par l'importance des territoires agricoles (63,7 % en 2018), en diminution par rapport à 1990 (65,1 %). La répartition détaillée en 2018 est la suivante : 
zones agricoles hétérogènes (37,5 %), forêts (26,8 %), prairies (26,2 %), zones urbanisées (9,5 %).
L'IGN met par ailleurs à disposition un outil en ligne permettant de comparer l’évolution dans le temps de l’occupation des sols de la commune (ou de territoires à des échelles différentes). Plusieurs époques sont accessibles sous forme de cartes ou photos aériennes : la carte de Cassini (XVIIIe siècle), la carte d'état-major (1820-1866) et la période actuelle (1950 à aujourd'hui).

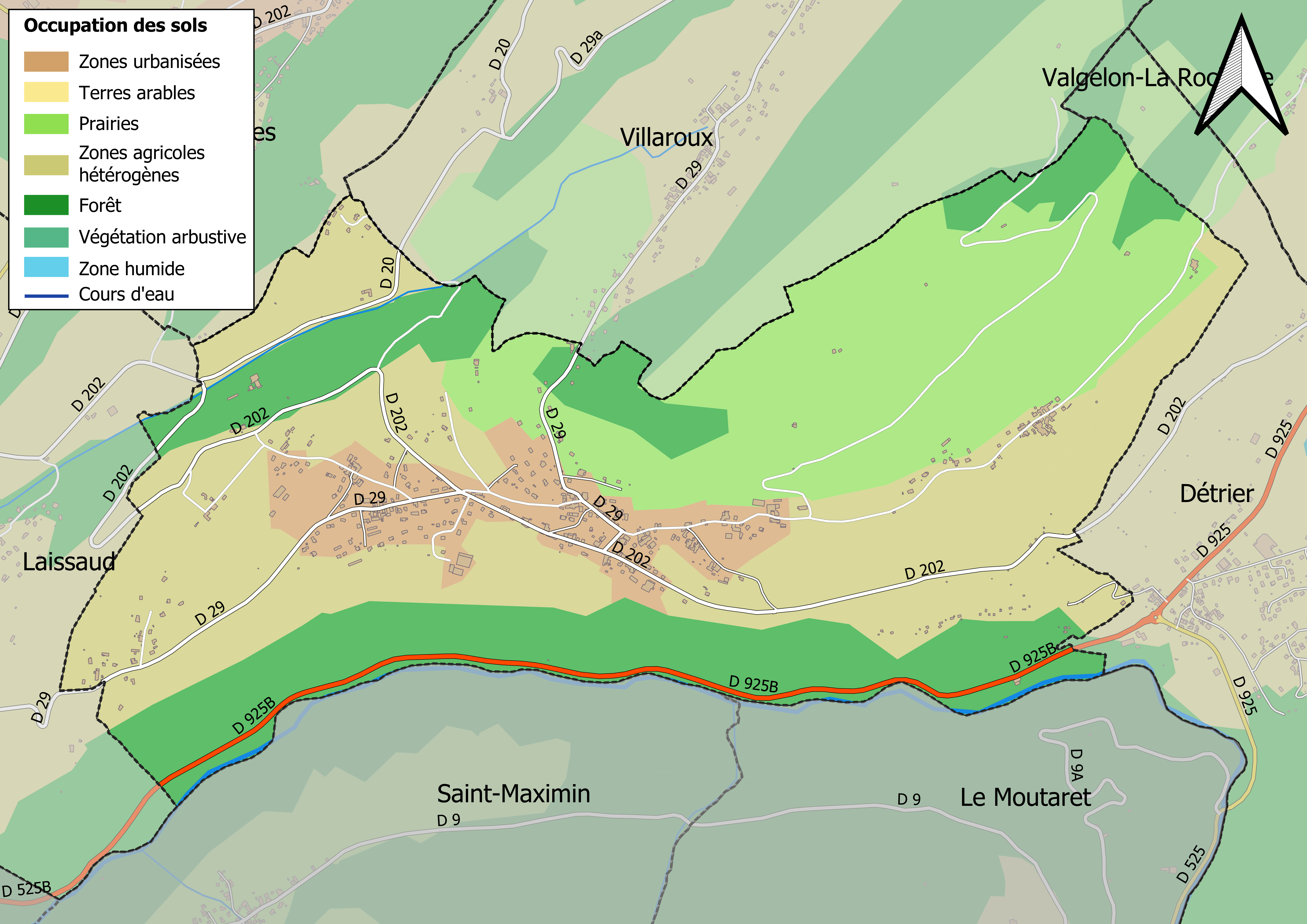
Carte des infrastructures et de l'occupation des sols en 2018 (CLC) de la commune.
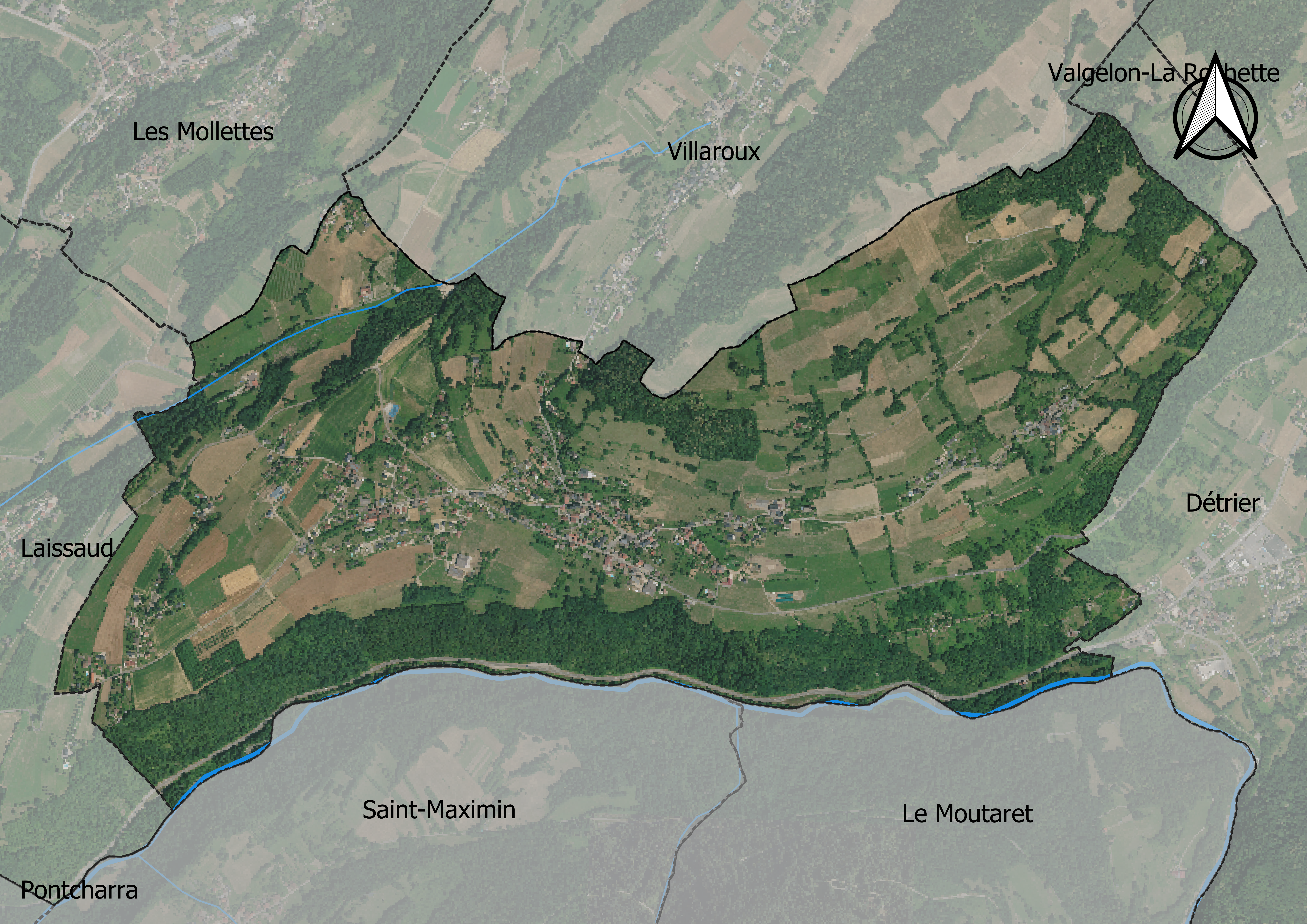
Carte orthophotogrammétrique de la commune.

## Toponymie
En francoprovençal, le nom de la commune s'écrit La Shapéla Blinshe, selon la graphie de Conflans.

## Histoire
La commune de La Chapelle-Blanche auparavant française (province du Dauphiné) fut cédée à la Savoie le 24 mars 1760 par la Convention de Turin. La paroisse est unie à celle de Villaroux de 1803 à 1825.
Le premier octobre 1768 un recensement de population est effectué. Le nombre d'habitants est de 385.
Le duché de Savoie est unis à la France en 1860, à la suite d'un référendum.

## Politique et administration

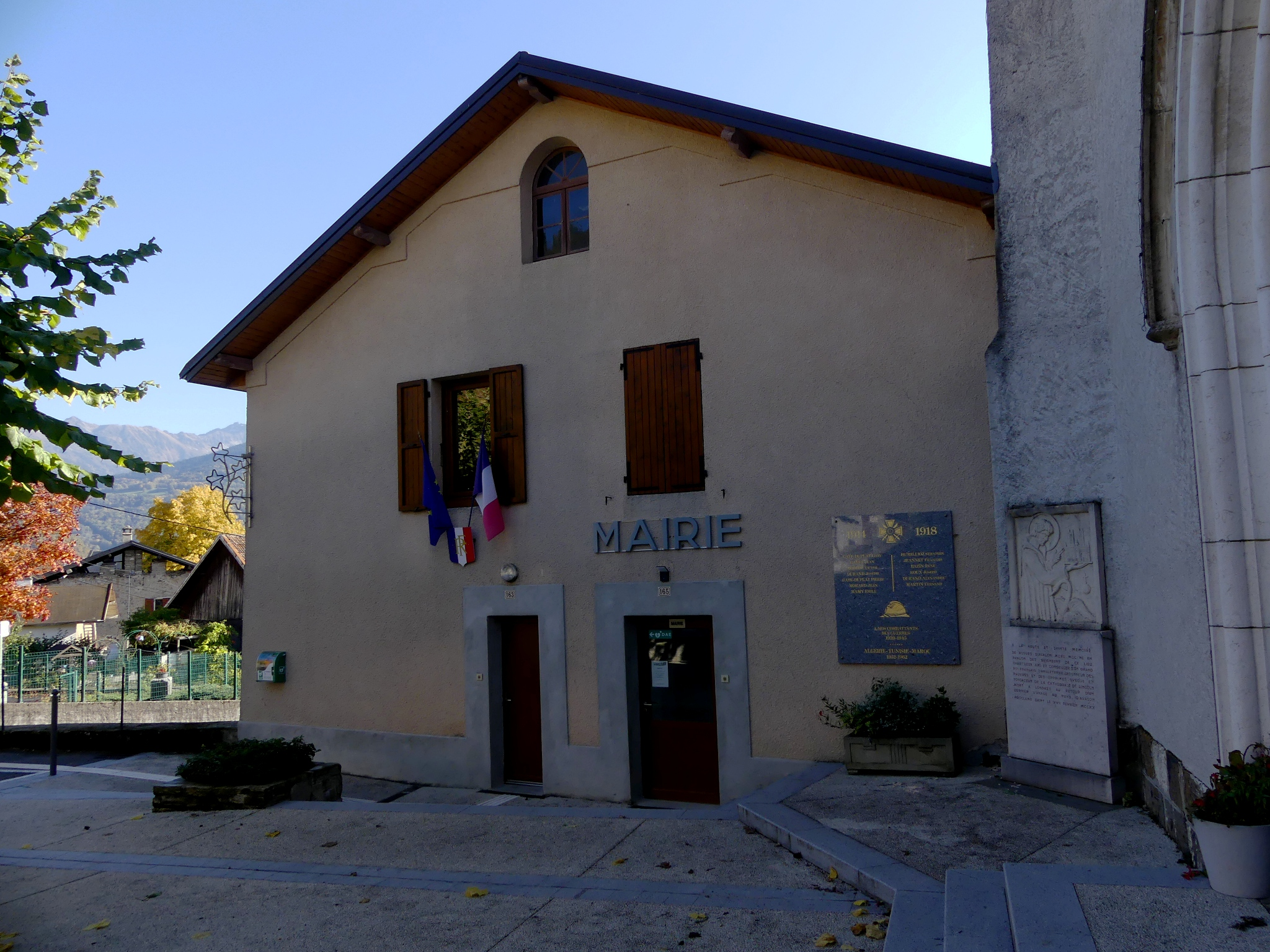
Bâtiment de la mairie.

La commune est membre de la Communauté de communes Cœur de Savoie. Elle appartient au Territoire du Cœur de Savoie, qui regroupe une quarantaine de communes de la Combe de Savoie et du Val Gelon.
| Période                                  | Période   | Identité              | Étiquette | Qualité |
| ---------------------------------------- | --------- | --------------------- | --------- | ------- |
| Les données manquantes sont à compléter. |           |                       |           |         |
| maire en 1915                            | ?         | François Jourdan      |           |         |
| 1959                                     | 1977      | Louis Charvet         | ...       | ...     |
| mars 2001                                | mars 2008 | Jacques Faverjon      | ...       | ...     |
| mars 2008                                | mars 2014 | Dominique Droge       | ...       | ...     |
| mars 2014                                | 2020      | Jean-Claude Montblanc |           |         |
| 2020                                     | En cours  | Stéphane Duparc       |           |         |

## Population et société

### Démographie
L'évolution du nombre d'habitants est connue à travers les recensements de la population effectués dans la commune depuis 1793. Pour les communes de moins de 10 000 habitants, une enquête de recensement portant sur toute la population est réalisée tous les cinq ans, les populations de référence des années intermédiaires étant quant à elles estimées par interpolation ou extrapolation. Pour la commune, le premier recensement exhaustif entrant dans le cadre du nouveau dispositif a été réalisé en 2005.

En 2022, la commune comptait 591 habitants, en évolution de +5,72 % par rapport à 2016 (Savoie : +3,63 %, France hors Mayotte : +2,11 %).
| 1793 | 1800 | 1806 | 1822 | 1838 | 1848 | 1858 | 1861 | 1866 |
| ---- | ---- | ---- | ---- | ---- | ---- | ---- | ---- | ---- |
| 447  | 402  | 378  | 577  | 591  | 623  | 674  | 655  | 591  |

| 1872 | 1876 | 1881 | 1886 | 1891 | 1896 | 1901 | 1906 | 1911 |
| ---- | ---- | ---- | ---- | ---- | ---- | ---- | ---- | ---- |
| 543  | 556  | 546  | 540  | 515  | 519  | 450  | 452  | 429  |

| 1921 | 1926 | 1931 | 1936 | 1946 | 1954 | 1962 | 1968 | 1975 |
| ---- | ---- | ---- | ---- | ---- | ---- | ---- | ---- | ---- |
| 350  | 323  | 329  | 312  | 314  | 314  | 325  | 318  | 270  |

| 1982 | 1990 | 1999 | 2005 | 2006 | 2010 | 2015 | 2020 | 2022 |
| ---- | ---- | ---- | ---- | ---- | ---- | ---- | ---- | ---- |
| 324  | 391  | 439  | 534  | 547  | 528  | 556  | 577  | 591  |

### Enseignement
La commune est rattachée à l'académie de Grenoble.

## Culture locale et patrimoine

### Lieux et monuments
Un monument est dédié à Amélie Gex.

### Personnalités liées à la commune
- Amélie Gex (1835-1883), poétesse et écrivaine.
- Louis Charvet (1901-1987), fils de magistrat, major de Polytechnique (1920), industriel, directeur général d'Air France à l'époque de l'Aéro-postale, spécialiste de la sidérurgie. Poète connu sous le pseudonyme d'« Evrard des Millières ». Il sera maire de La Chapelle-Blanche en 1959. Créateur du Festival théâtral de La Chapelle-Blanche.